# 埃讷邦
埃讷邦（法語：Hennebont，法語發音：[ɛnbɔ̃]），法国西北部城市，布列塔尼大区莫尔比昂省的一个市镇，隶属于洛里昂区，其市镇面积为18.57平方公里，2022年1月1日时人口数量为15,831人，是该省人口第五多的市镇，在法国城市中排名第603位。
埃讷邦位于莫尔比昂省西部，布拉韦河下游，是一个区域性的中心城市，也是洛里昂的一个卫星城，萨沃奈－朗代诺铁路由此通过。

## 地名来源
“埃讷邦”一名来源于布立吞亚支，意为“旧桥”，对应布列塔尼语“Hent Bont”，可能与当地历史上一座横跨布拉韦河的桥梁有关。
因翻译标准不同，“Hennebont”在部分中文资料中被译为埃内邦。

## 历史

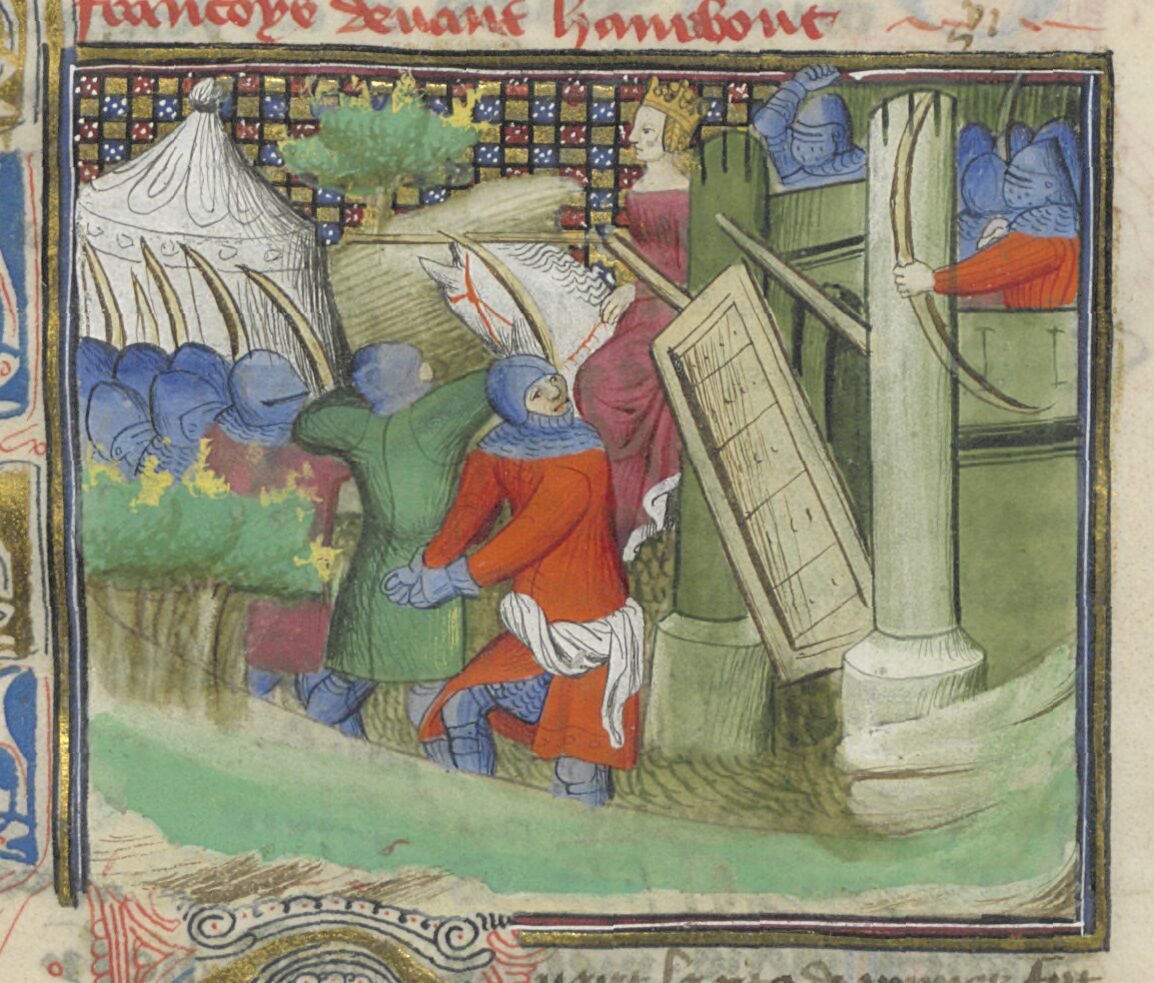
埃讷邦围城战（插画）

公元5世纪时，来自爱尔兰的传教士圣卡拉代克（Saint-Caradec）来到布拉韦河口附近进行宗教活动，其逝世后被安葬于当地的一处教堂内。中世纪中期，布拉韦河为科当和吉尼亚克（Guignac）两地领主的分界线，两地分属两个不同的堂区。13世纪时，科当的圣卡拉代克和吉尼亚的圣吉勒两个堂区合并成为一个新的堂区，成为现代埃讷邦的前身。1342年，布列塔尼公爵夏尔·德·布卢瓦率兵在埃讷邦展开围城战，躲避于此的蒙福尔女爵佛兰德的詹娜顽强抵抗，后在英格兰援军的帮助下击退了夏尔军队。中世纪末期，埃讷邦因航运兴起而成为一个商业中转码头。17世纪后，随着新航路开辟，这一地区的经济中心转移至出海口附近的洛里昂。法国大革命后，埃讷邦成为莫尔比昂省的一个市镇，并在1790至1795年间为该省的一个地区行署。19世纪初，埃讷邦境内的波尔韦恩采砂场（carrière de Polvern）建成。1857年，埃讷邦境内出现了一处种马场。途径埃讷邦的铁路线于1862年建成。二战后，波尔韦恩采砂场关闭，随着洛里昂的城市扩张，埃讷邦成为一个近郊卫星城及工业开发区，当地人口数量逐年增加。2002年9月30日，埃讷邦发生里氏5.4级地震，当地一些建筑出现裂纹。

## 地理

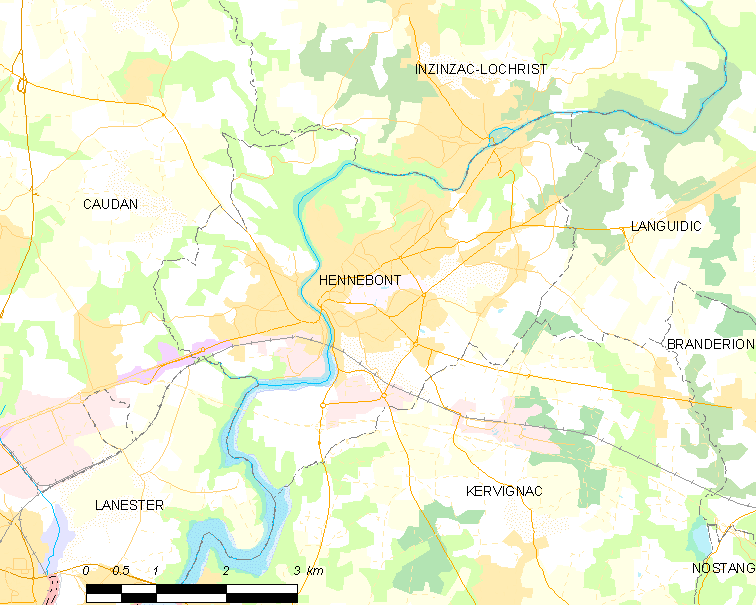
埃讷邦市镇范围地图

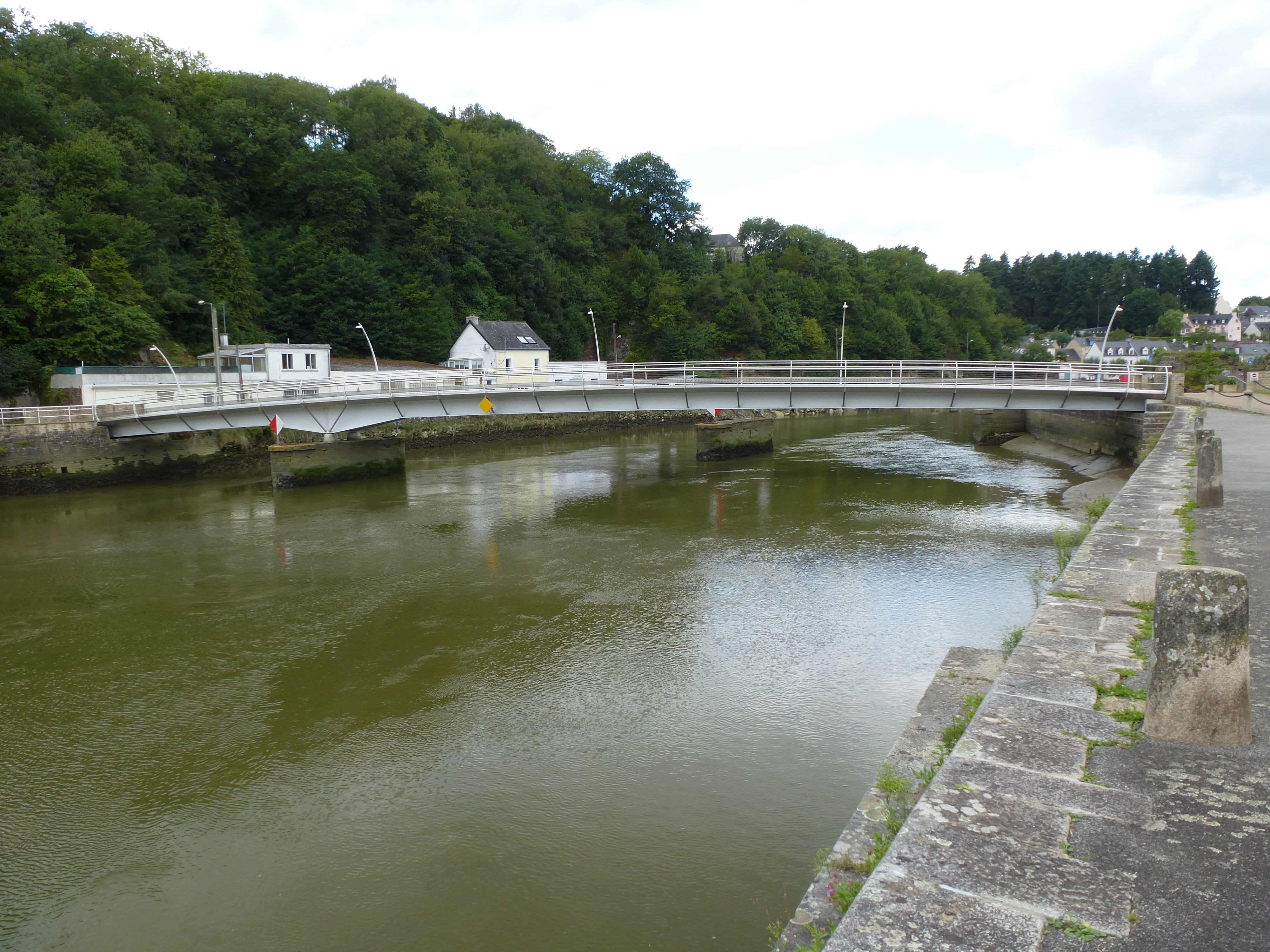
布拉韦河埃讷邦段

埃讷邦位于法国西北部，布列塔尼大区南部和莫尔比昂省西南部，距离省会瓦讷大约50公里。与埃讷邦接壤的市镇包括：安赞扎克-洛克里斯特、朗吉迪克、凯维尼亚克、拉内斯泰尔、科当。

### 地形
埃讷邦位于阿摩里卡丘陵南部，境内以浅丘为主，市镇中心地势较为平坦，全境海拔在0到82米之间。

### 水文
布拉韦河自北向南流经境内，市中心位于河流两侧。

### 植被
埃讷邦属于温带阔叶混交林区，林地多分布于市镇范围北部，市中心的凯尔比昂植物公园（Parc botanique de Kerbihan）是当地主要的城市绿地。
在鲜花城市的评比中，埃讷邦被评为3星级鲜花城市。

### 气候
埃讷邦在柯本气候分类法中属于温带海洋性气候。
距离埃讷邦最近的常年气象站位于洛里昂境内，以下为该气象站的数据：
| 洛里昂 1981–2010年  | 洛里昂 1981–2010年 | 洛里昂 1981–2010年 | 洛里昂 1981–2010年 | 洛里昂 1981–2010年 | 洛里昂 1981–2010年 | 洛里昂 1981–2010年 | 洛里昂 1981–2010年 | 洛里昂 1981–2010年 | 洛里昂 1981–2010年 | 洛里昂 1981–2010年 | 洛里昂 1981–2010年 | 洛里昂 1981–2010年 | 洛里昂 1981–2010年 |
| 月份                | 1月                | 2月                | 3月                | 4月                | 5月                | 6月                | 7月                | 8月                | 9月                | 10月               | 11月               | 12月               | 全年               |
| ------------------- | ------------------ | ------------------ | ------------------ | ------------------ | ------------------ | ------------------ | ------------------ | ------------------ | ------------------ | ------------------ | ------------------ | ------------------ | ------------------ |
| 历史最高温 °C（°F） | 16.8 (62.2)        | 18.4 (65.1)        | 23.3 (73.9)        | 27.1 (80.8)        | 29.8 (85.6)        | 36 (97)            | 34.9 (94.8)        | 37.5 (99.5)        | 30.6 (87.1)        | 27.2 (81.0)        | 19.6 (67.3)        | 19 (66)            | 37.5 (99.5)        |
| 平均高温 °C（°F）   | 9.5 (49.1)         | 9.9 (49.8)         | 12.3 (54.1)        | 14.4 (57.9)        | 17.7 (63.9)        | 20.6 (69.1)        | 22.5 (72.5)        | 22.6 (72.7)        | 20.5 (68.9)        | 16.6 (61.9)        | 12.6 (54.7)        | 10 (50)            | 15.8 (60.4)        |
| 日均气温 °C（°F）   | 6.6 (43.9)         | 6.7 (44.1)         | 8.6 (47.5)         | 10.3 (50.5)        | 13.5 (56.3)        | 16.1 (61.0)        | 18 (64)            | 18 (64)            | 16.1 (61.0)        | 13.1 (55.6)        | 9.4 (48.9)         | 7.1 (44.8)         | 12 (54)            |
| 平均低温 °C（°F）   | 3.8 (38.8)         | 3.4 (38.1)         | 4.9 (40.8)         | 6.1 (43.0)         | 9.4 (48.9)         | 11.7 (53.1)        | 13.6 (56.5)        | 13.4 (56.1)        | 11.6 (52.9)        | 9.5 (49.1)         | 6.2 (43.2)         | 4.1 (39.4)         | 8.1 (46.6)         |
| 历史最低温 °C（°F） | −13.1 (8.4)        | −11 (12)           | −7.4 (18.7)        | −4.1 (24.6)        | −1.1 (30.0)        | 1.6 (34.9)         | 3.4 (38.1)         | 4.1 (39.4)         | 1 (34)             | −1.8 (28.8)        | −5 (23)            | −8.7 (16.3)        | −13.1 (8.4)        |
| 平均降水量 mm（）   | 108.3 (4.26)       | 82.6 (3.25)        | 72.9 (2.87)        | 67.2 (2.65)        | 74.6 (2.94)        | 50.4 (1.98)        | 56 (2.2)           | 49.3 (1.94)        | 70.5 (2.78)        | 104.4 (4.11)       | 103 (4.1)          | 111.7 (4.40)       | 950.9 (37.44)      |
| 月均日照時數        | 70.1               | 95.1               | 137.6              | 182.5              | 204.9              | 230.1              | 223                | 215.9              | 192.6              | 115.8              | 84.9               | 74.8               | 1,827.3            |
| 来源：infoclimat.fr |                    |                    |                    |                    |                    |                    |                    |                    |                    |                    |                    |                    |                    |

## 行政区划
埃讷邦是法国布列塔尼大区莫尔比昂省的一个市镇，编号为56083。埃讷邦隶属于洛里昂区和莫尔比昂省第六选区，管理埃讷邦县，同时也是洛里昂城市圈公共社区的组成部分。
法国国家统计与经济研究所（简称）在进行数据统计时，将埃讷邦及相邻的安赞扎克-洛克里斯特市镇设为埃讷邦城市核心区，并将包括核心区在内的周边共29个市镇划为洛里昂城市区。自2020年起，洛里昂城市区被包含31个市镇的洛里昂城市辐射区代替。此外，还将埃讷邦市镇分为了5个“块区”（IRIS），以便于统计人口分布情况。

## 交通

### 公路
法国国道N165线和多条莫尔比昂省省道在埃讷邦境内交汇。布列塔尼大区下属的城际客运提供巴士线路，可前往蓬蒂维。
| 5 巴黎 勒芒 | 191 |

| 37 昂热 波尔多 | 155 |

| 瓦讷 | 50 |

| 洛里昂 | 16 |

| 蓬蒂维 | 47 |

| 孔卡尔诺 | 59 |

| 雷恩 | 142 |

| 坎佩尔 | 76 |

| 卢代阿克 | 69 |

| 勒东 | 107 |

| 南特 | 160 |

| 欧赖 | 32 |

| 博 | 23 |

| 安赞扎克 | 6 |

2018年，77.1%的埃讷邦家庭拥有至少一辆私人汽车。2019年，埃讷邦境内共发生各类交通事故45起，造成59人受伤。

### 铁路

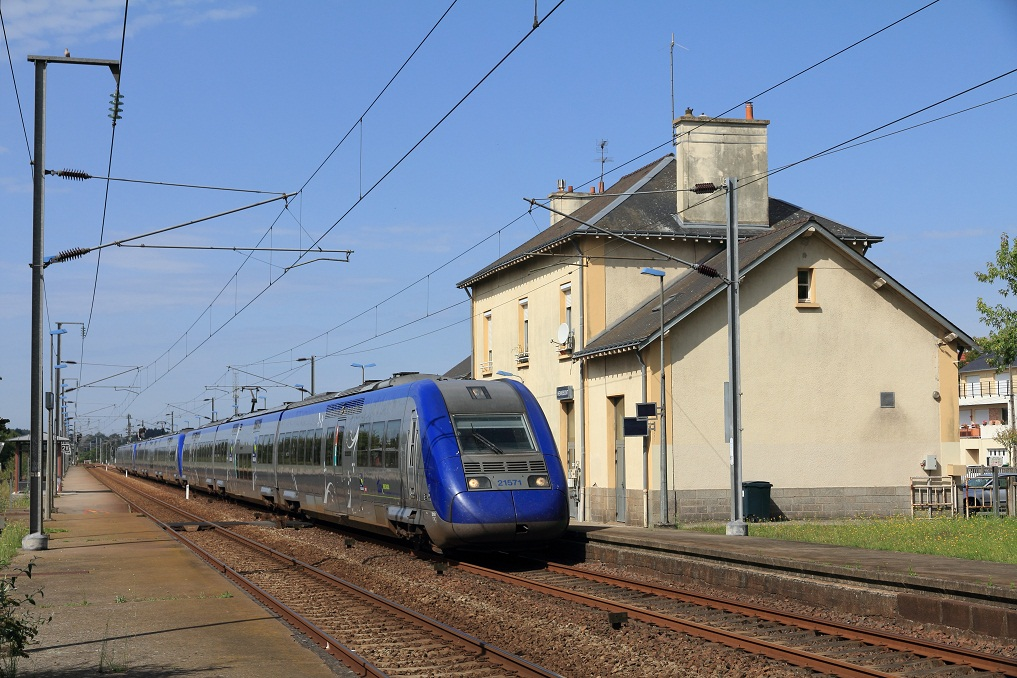
途经埃讷邦的一辆区域列车

埃讷邦位于萨沃奈－朗代诺铁路上。埃讷邦站位于市区西南部，停靠往返于瓦讷和坎佩尔一线的区域列车，部分班次可直达雷恩。

### 航空
距离埃讷邦最近的民用航空站为洛里昂机场，距离埃讷邦市中心的公路里程约20公里。

### 城市公共交通
洛里昂城市公共交通（商业名称为）是当地的城市公共交通系统。截至2022年1月，该系统共包括数十条公交线路，其中14路、32路、34路、41E线、51路和137路经过埃讷邦市区。

## 政治

### 市政内阁

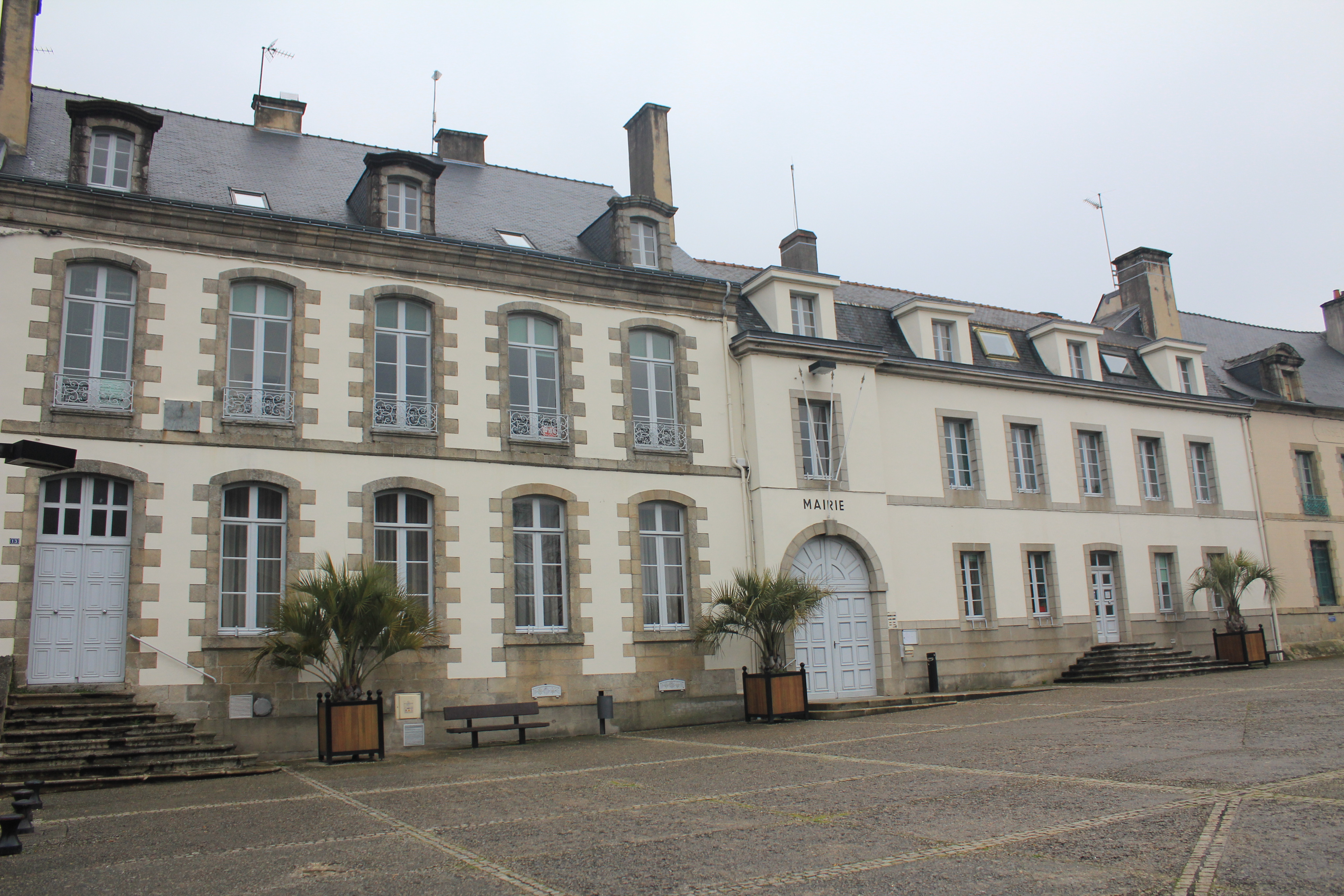
埃讷邦市政厅

埃讷邦的现任市长为米歇尔·多莱女士（Michèle Dollé），她是一名左翼无党派人士，其前任安德烈·阿尔特罗（André Hartereau）在2020年的市政选举中获得了52.88%的支持率，后者于2021年3月12日提交了辞职申请。
| 埃讷邦历届市长 | 埃讷邦历届市长                  | 埃讷邦历届市长                     |
| 任期           | 市长                            | 党派                               |
| -------------- | ------------------------------- | ---------------------------------- |
| 1945年－1959年 | Ferdinand Thomas 费尔迪南·托马  | SFIO工人国际法国支部 →RI独立激进党 |
| 1959年－1979年 | Eugène Crépeau 欧仁·克雷波      | PCF法国共产党                      |
| 1979年－1997年 | Jean Le Borgne 让·勒博尔涅      | DVG左翼无党派人士                  |
| 1997年－2020年 | Gérard Perron 热拉尔·佩龙       | PCF法国共产党                      |
| 2020年－2021年 | André Hartereau 安德烈·阿尔特罗 | DVG左翼无党派人士                  |
| 2021年－       | Michèle Dollé 米歇尔·多莱       | DVG左翼无党派人士                  |

### 各级选举
| 埃讷邦历届投票选举结果 | 埃讷邦历届投票选举结果 | 埃讷邦历届投票选举结果 | 埃讷邦历届投票选举结果         | 埃讷邦历届投票选举结果 | 埃讷邦历届投票选举结果 | 埃讷邦历届投票选举结果         | 埃讷邦历届投票选举结果 | 埃讷邦历届投票选举结果 |
| 选举项目               | 选区单位               | 选举结果               | 选举结果                       | 选举结果               | 选举结果               | 选举结果                       | 选举结果               | 参考资料               |
| 选举项目               | 选区单位               | 第一轮胜出者           | 第一轮胜出者                   | 支持率                 | 第二轮胜出者           | 第二轮胜出者                   | 支持率                 | 参考资料               |
| ---------------------- | ---------------------- | ---------------------- | ------------------------------ | ---------------------- | ---------------------- | ------------------------------ | ---------------------- | ---------------------- |
| 2017年法國總統選舉     | 埃讷邦市镇             |                        | 埃马纽埃尔·马克龙              | 28.69%                 |                        | 埃马纽埃尔·马克龙              | 73.39%                 | [ 24 ]                 |
| 2017年法国立法选举     | 莫尔比昂省第六选区     |                        | 让-米歇尔·雅克                 | 41.4%                  |                        | 让-米歇尔·雅克                 | 66.02%                 | [ 24 ]                 |
| 2019年欧洲议会选举     | 埃讷邦市镇             |                        | Renaissance                    | 21.73%                 | （不适用）             | （不适用）                     | （不适用）             | [ 24 ]                 |
| 2021年法国省级选举     | 埃讷邦县               |                        | JOURDA Muriel LOHEZIC Stephane | 35.87%                 |                        | JOURDA Muriel LOHEZIC Stephane | 51.97%                 | [ 26 ]                 |
| 2021年法国大区选举     | 埃讷邦市镇             |                        | 洛伊格·谢奈-吉拉尔             | 20.96%                 |                        | 洛伊格·谢奈-吉拉尔             | 30.99%                 | [ 27 ]                 |

## 人口
2018年，埃讷邦市镇人口数量为15,858，在法国排名第603位。其中男性7,674人，女性8,184人，75岁及以上人口占9.3%，外籍人口数量为3,548人，人口密度为854人/平方公里，当地居民被称为（男性）或（女性）。2019年，埃讷邦境内出生165人，死亡人口203人。
| 年份   | 1936  | 1946  | 1954   | 1962   | 1968   | 1975   | 1982   | 1990   | 1999   | 2006   | 2011   | 2016   | 2019   |
| ------ | ----- | ----- | ------ | ------ | ------ | ------ | ------ | ------ | ------ | ------ | ------ | ------ | ------ |
| 人口數 | 8,690 | 8,217 | 11,279 | 11,690 | 11,799 | 12,273 | 12,963 | 13,624 | 13,412 | 14,174 | 15,456 | 15,620 | 16,062 |

## 经济
埃讷邦是一个区域性的中心城市。截止2022年1月，埃讷邦市镇范围内共有各类用人单位（包含自雇）1,640家，平均历史为15年，其中98.73%为中小型企业（PME）。（大型零售）、（前期工程建筑）及（泥瓦匠）是当地2020年营业额最高的三个企业，分别为96,400,422欧元、32,901,834欧元和28,871,135欧元。

## 财政与居民收入
2020年，埃讷邦的财政收入总额为18,403,700欧元，财政支出总额为17,088,100欧元，当年的债务总额为12,927,600欧元。2021年，埃讷邦共获得3,262,542欧元的国家财政补助，比上一年增加了1.42%。
2019年，埃讷邦的人均月收入总额为2,035欧元，其中高级职员为3,659欧元，低于法国平均水平（4,230欧元）；中级职员为2,233欧元，低于法国平均水平（2,411欧元）；普通职员为1,678欧元，亦低于法国平均水平（1,740欧元）。
2018年，埃讷邦境内的青壮年（15至64岁）失业率为13.7%，当地46.9%的家庭拥有纳税资格，平均纳税2,086欧元，低于法国平均水平（3,910欧元）。

## 社会事务

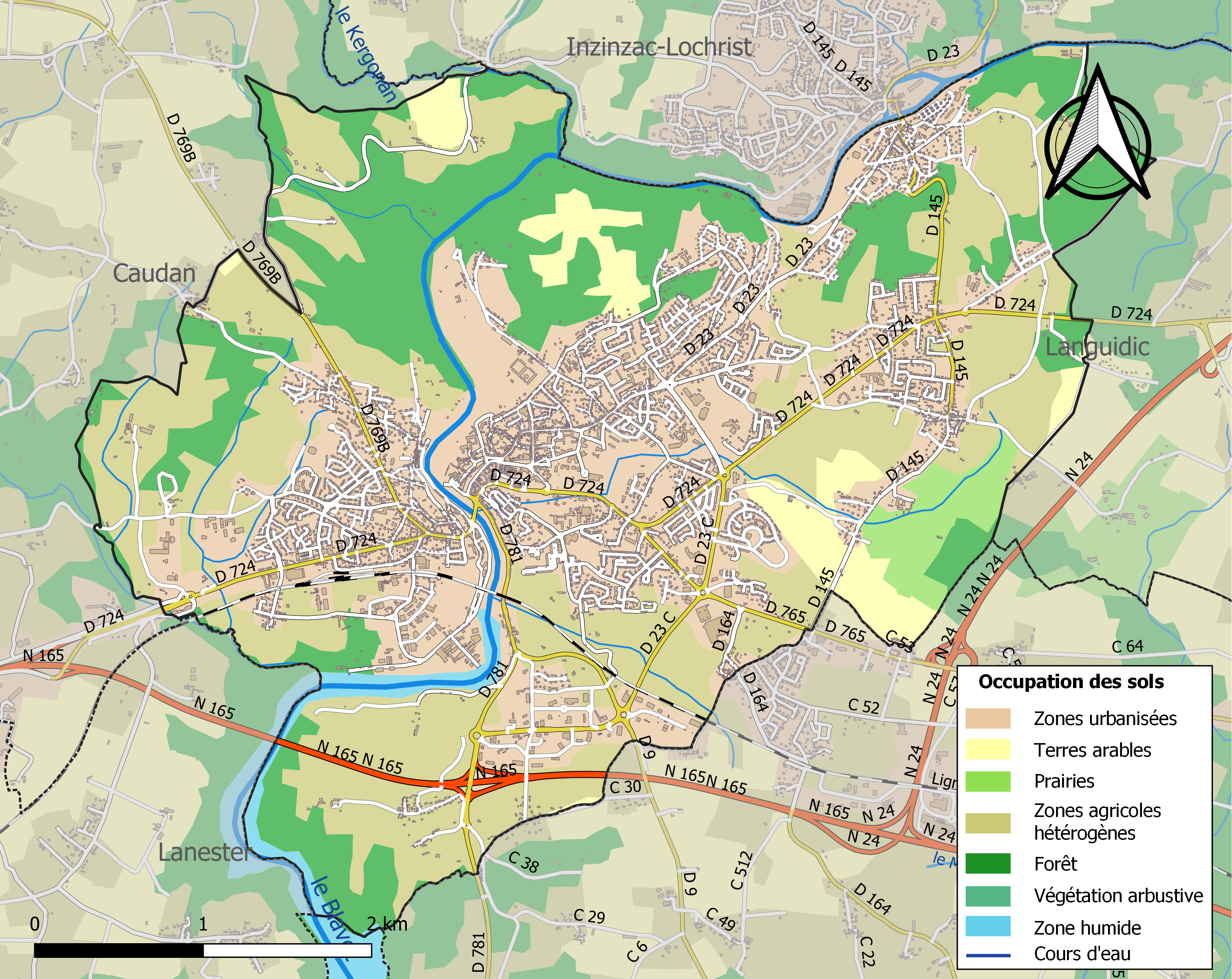
埃讷邦土地利用情况地图

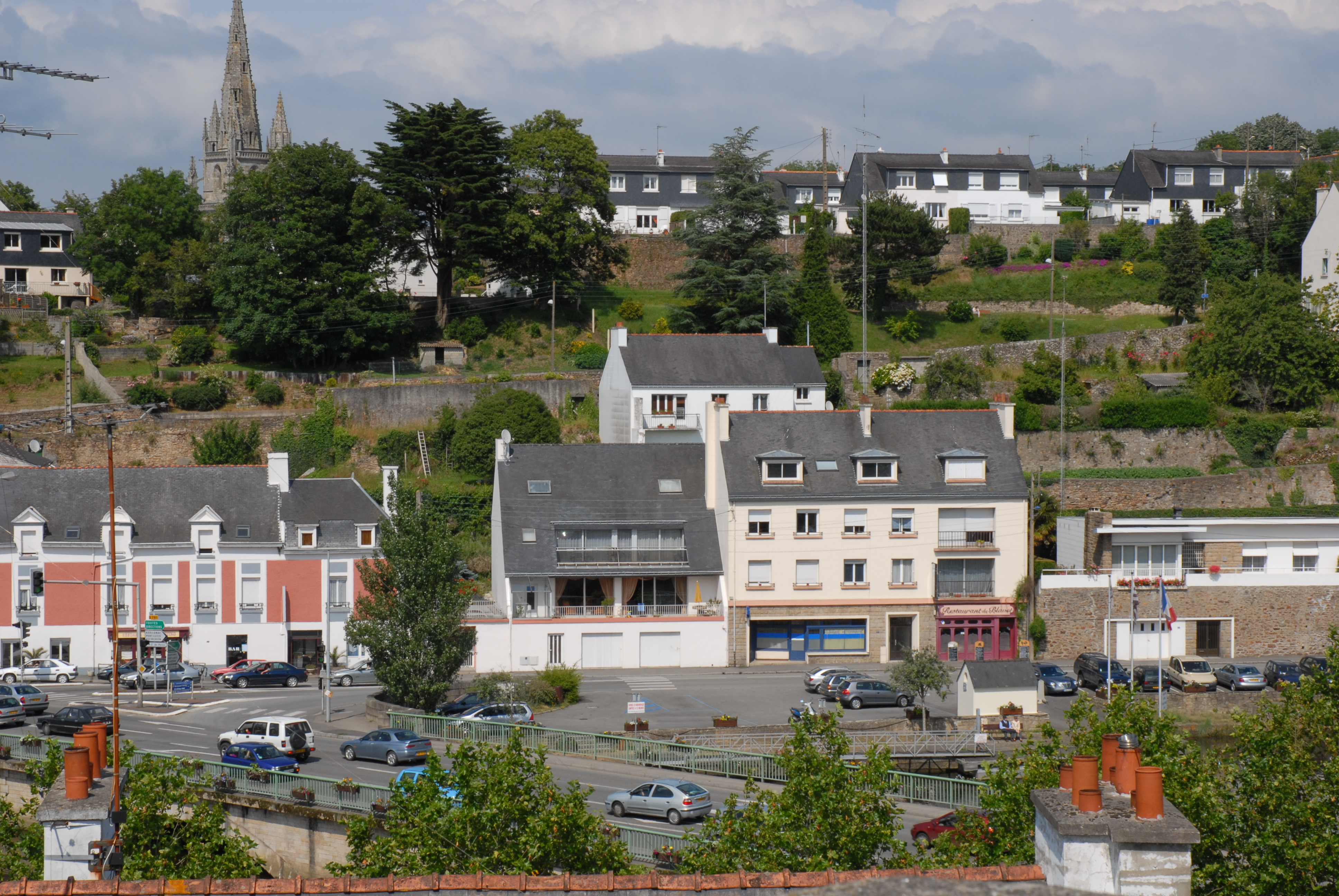
埃讷邦市中心的詹娜大桥

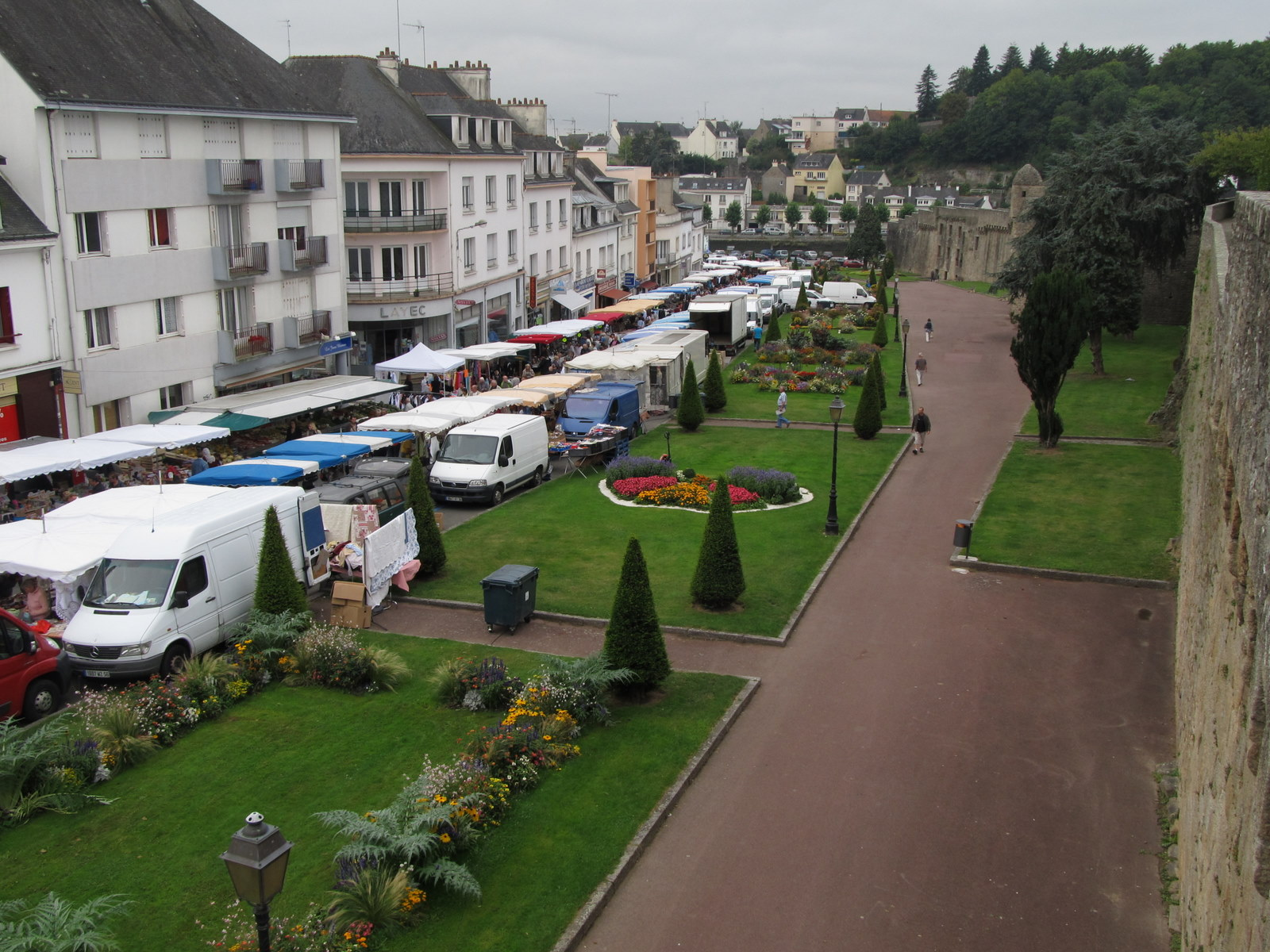
城墙下的集市

### 教育
埃讷邦属于雷恩学区。截止2020年1月1日，埃讷邦境内共有2所幼儿园、10所小学、3所初级中学、2所普通高中、1所农业高中和1所职业高中。2018至2019学年度，埃讷邦境内共有在校中等教育阶段学生3,045名。

### 医疗
截止2020年1月1日，埃讷邦境内共有全科医生12名、保健师19名、牙医8名、护士51名、耳科医生4名、眼科医生4名、皮肤科医生3名和助产士5名。境内共有药房5家、养老院4家、残疾人帮扶中心3家。
距离埃讷邦最近的区域性医疗机构为南布列塔尼中心医院（Centre Hospitalier de Bretagne Sud），其主病区位于洛里昂市区，距离埃讷邦的正常车程约15分钟，该院设有床位679个，是当地规模最大的公立综合性医院。

### 住房
2018年，埃讷邦境内共有各类住房8,489套，其中60%为独立式居民区，39.8%为集中式居民区。常住房屋占埃讷邦市镇范围内居民建筑总量的91%。
在住房保障政策方面，2020年，埃讷邦境内共有1,771户家庭获得了住房经济补助，受益人数占总人口数量的11.2%，其中1,696份为房租补助。

### 商业
2019年，埃讷邦境内共有各类实体商铺330家，其中餐厅35家、大型超市7家、杂货店6家、面包房13家、肉铺4家、书店4家、银行门店9家、美容美发店24家、汽车维修店17家。市中心建有一家家乐福便民超市，市区东部建有开放式商业街区，有E.Leclerc
、Lidl等购物商场。

### 体育
2020年，埃讷邦境内共有1家游泳池、5间体育馆、2座综合体育场、2处网球场、2处马术场、6处足球或橄榄球场以及6处篮球或排球场。
截至2022年1月，埃讷邦境内共有4家注册足球俱乐部，其中包括一支五人制足球队。埃讷邦人体育会（Stade Hennebontais，编号582339）是当地的代表性足球队，2021至2022赛季参加布列塔尼大区足球联赛。

### 环境
埃讷邦的环境事务由其所属的洛里昂城市圈公共社区负责。2019年，埃讷邦境内暂无污染企业。

### 治安
埃讷邦所在地是洛里昂宪兵总队的管辖范围。2020年，该宪兵总队辖区内共5个市镇累计发生各类案件6,271起，其中盗窃类案件2,921起，经济类案件669起，毒品交易类案件511起。

## 文化
2020年，埃讷邦境内暂无任何文化设施。埃讷邦市政府提供多媒体中心，每周二、三、五、六向公众开放。

### 建筑
埃讷邦境内有多处历史建筑，其中法国国家文物保护单位包括博城堡、埃讷邦城墙等，天堂圣母大教堂是当地的地标性建筑物。

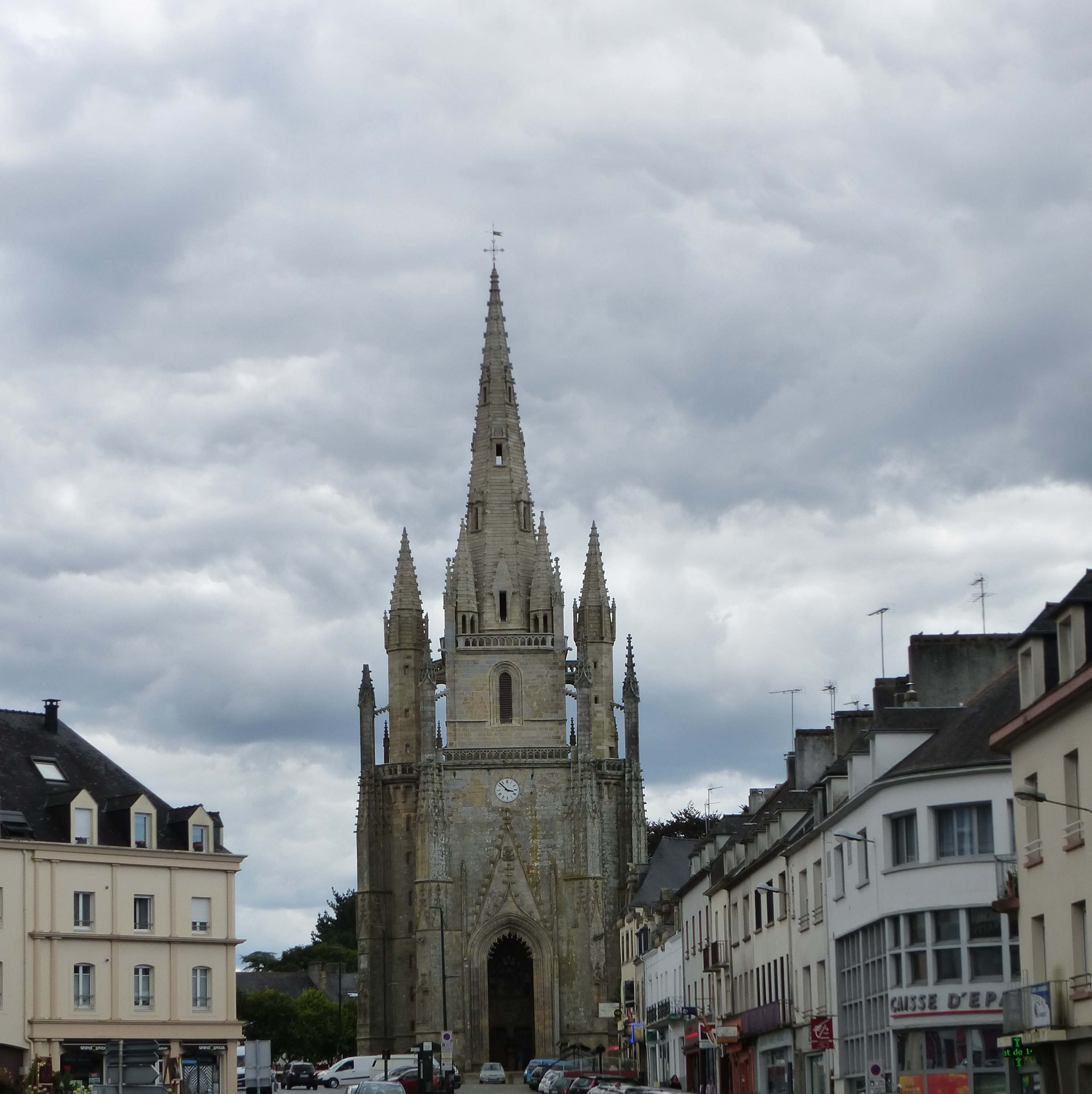
天堂圣母大教堂（法语：Basilique Notre-Dame-de-Paradis）
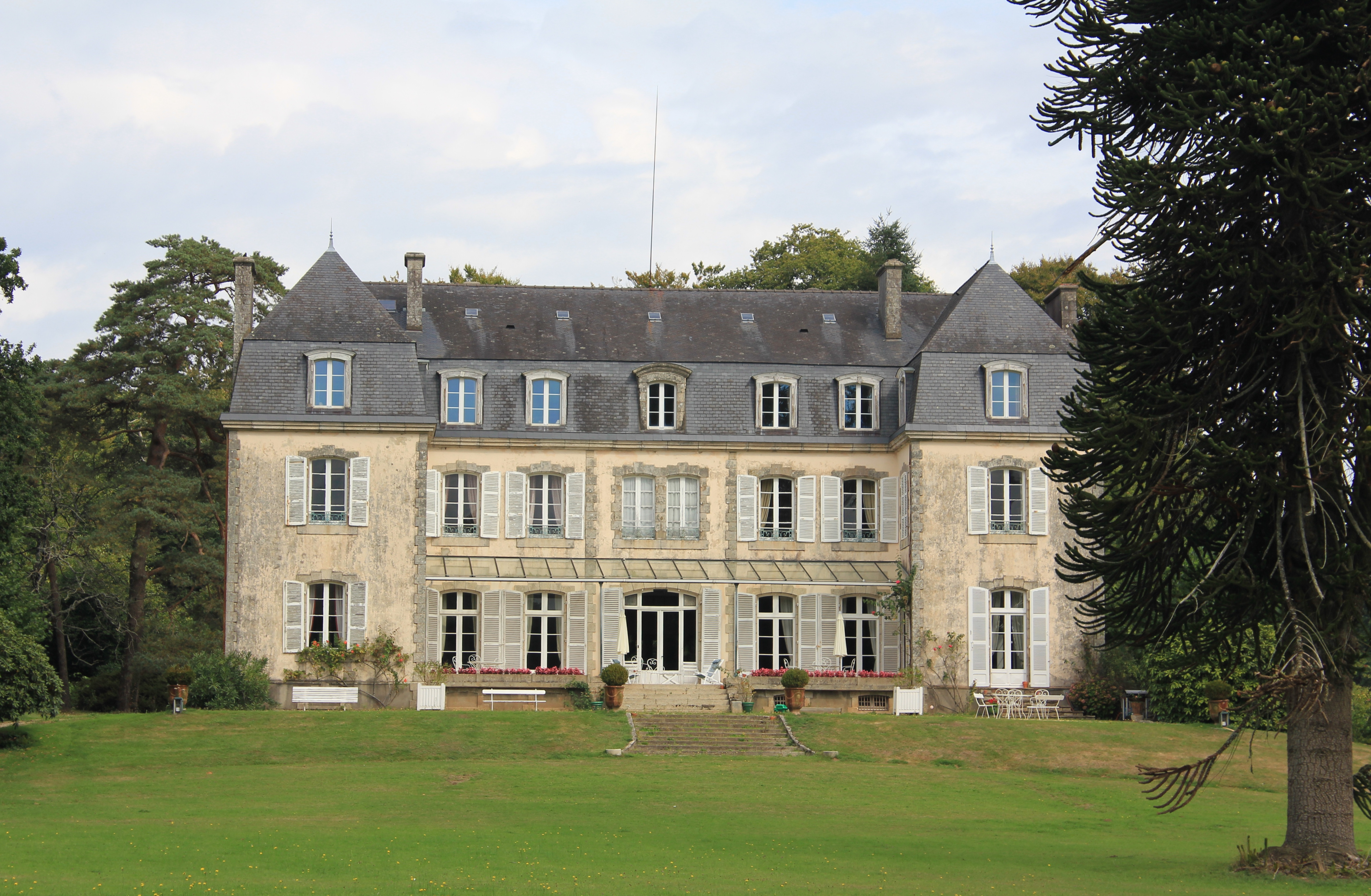
博城堡（法语：Château du Bot (Hennebont)）
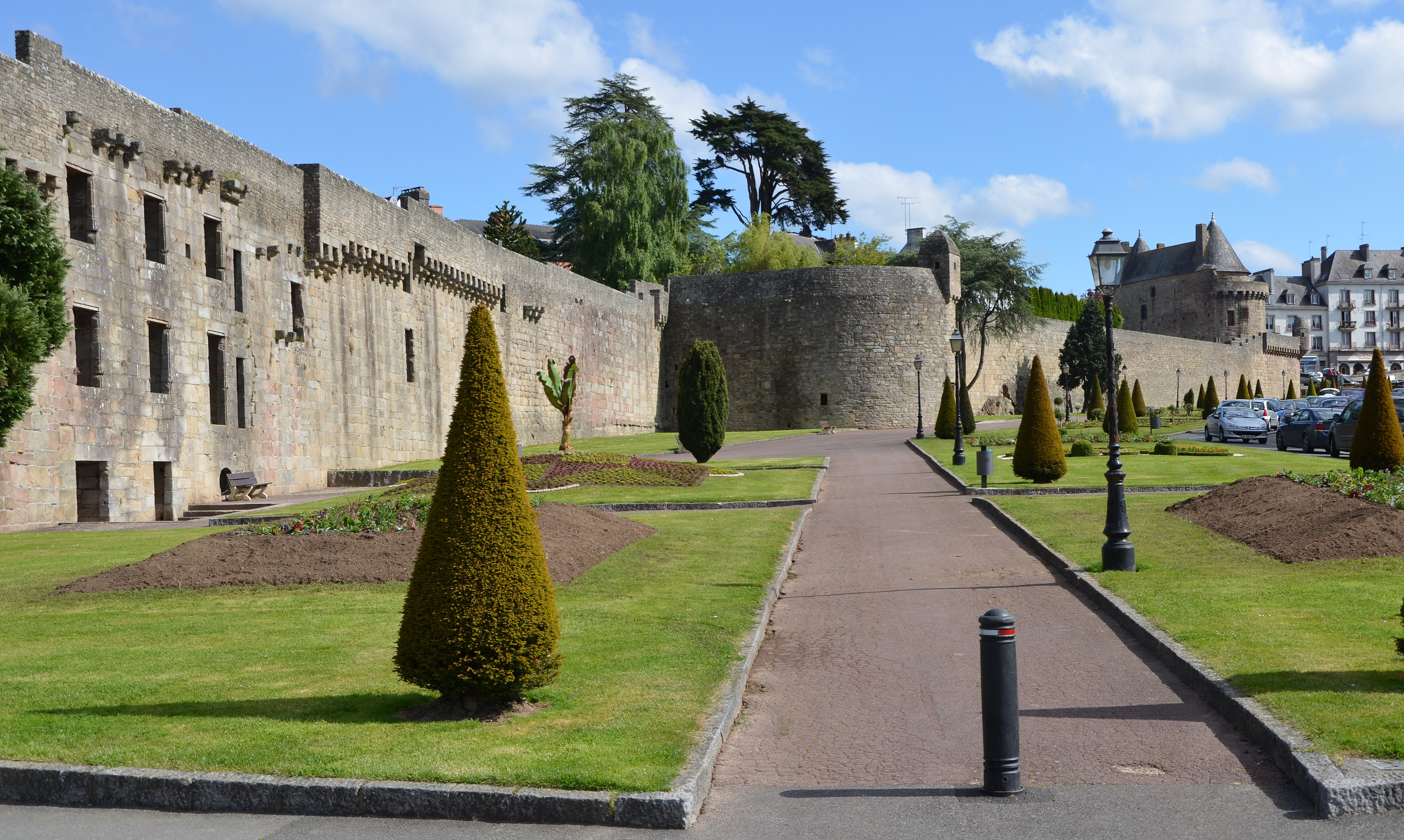
埃讷邦城墙（法语：Remparts d'Hennebont）一角
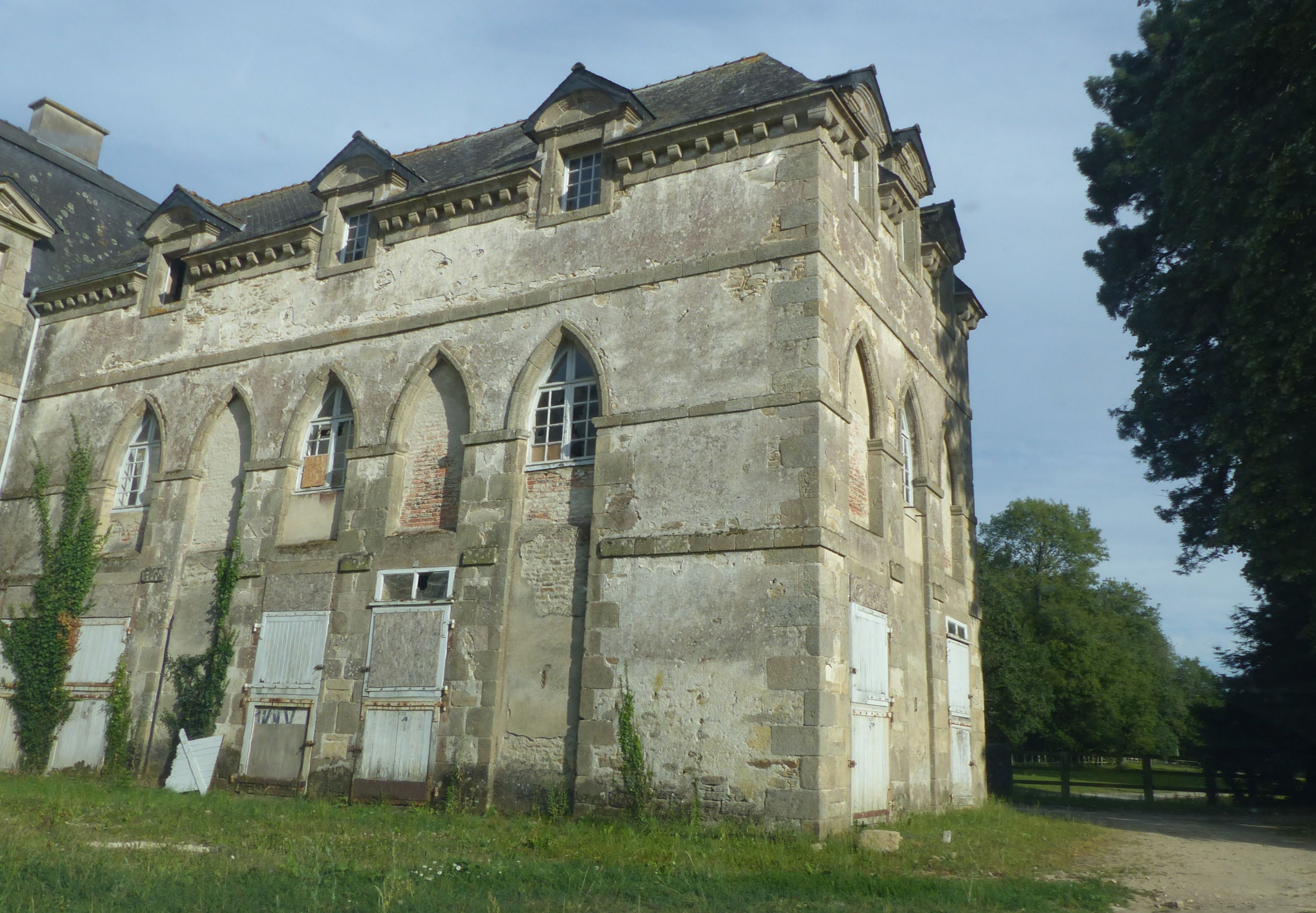
愉快修道院（法语：Abbaye de la Joie）
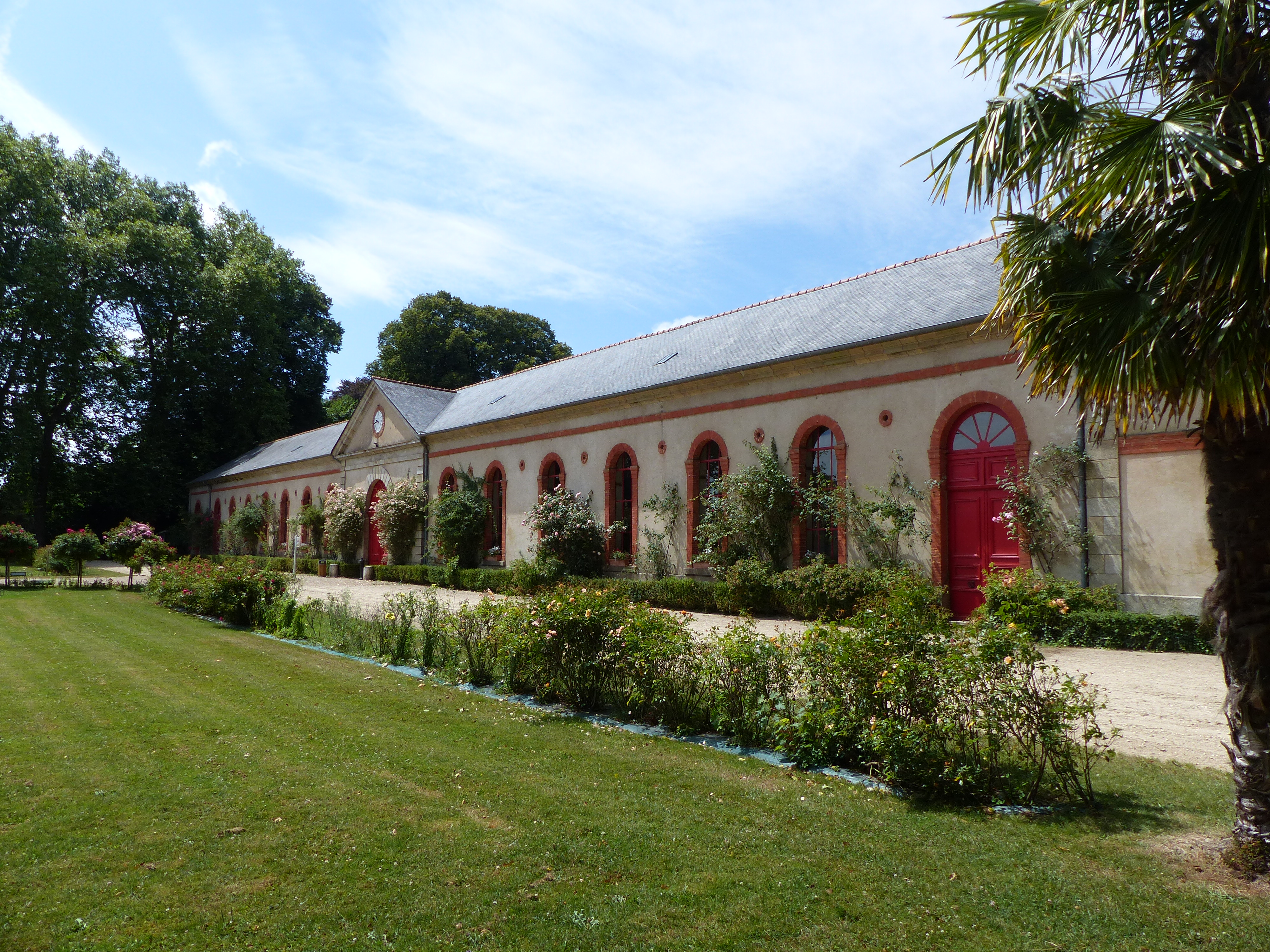
国家种马场（法语：Haras national d'Hennebont）
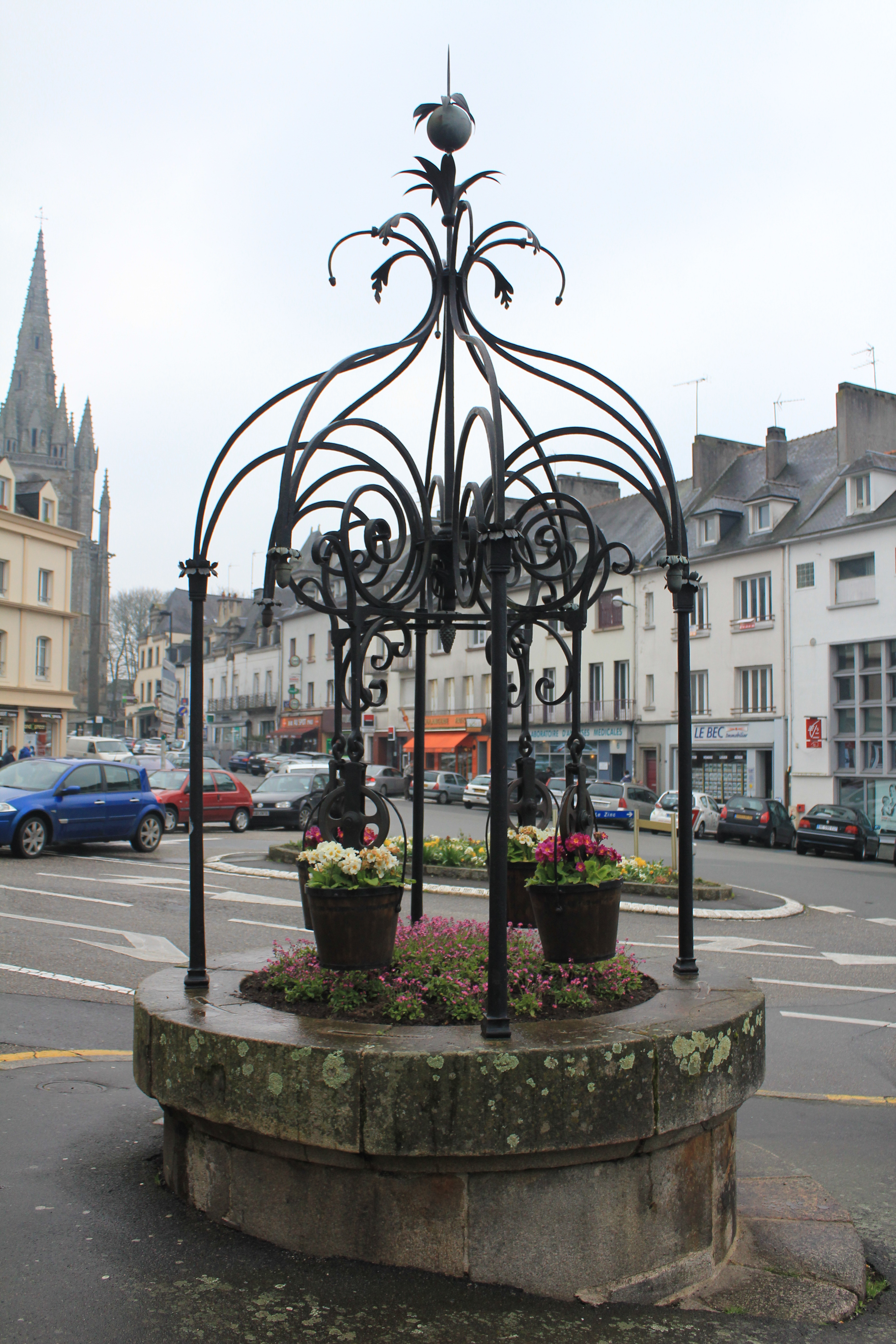
铁井
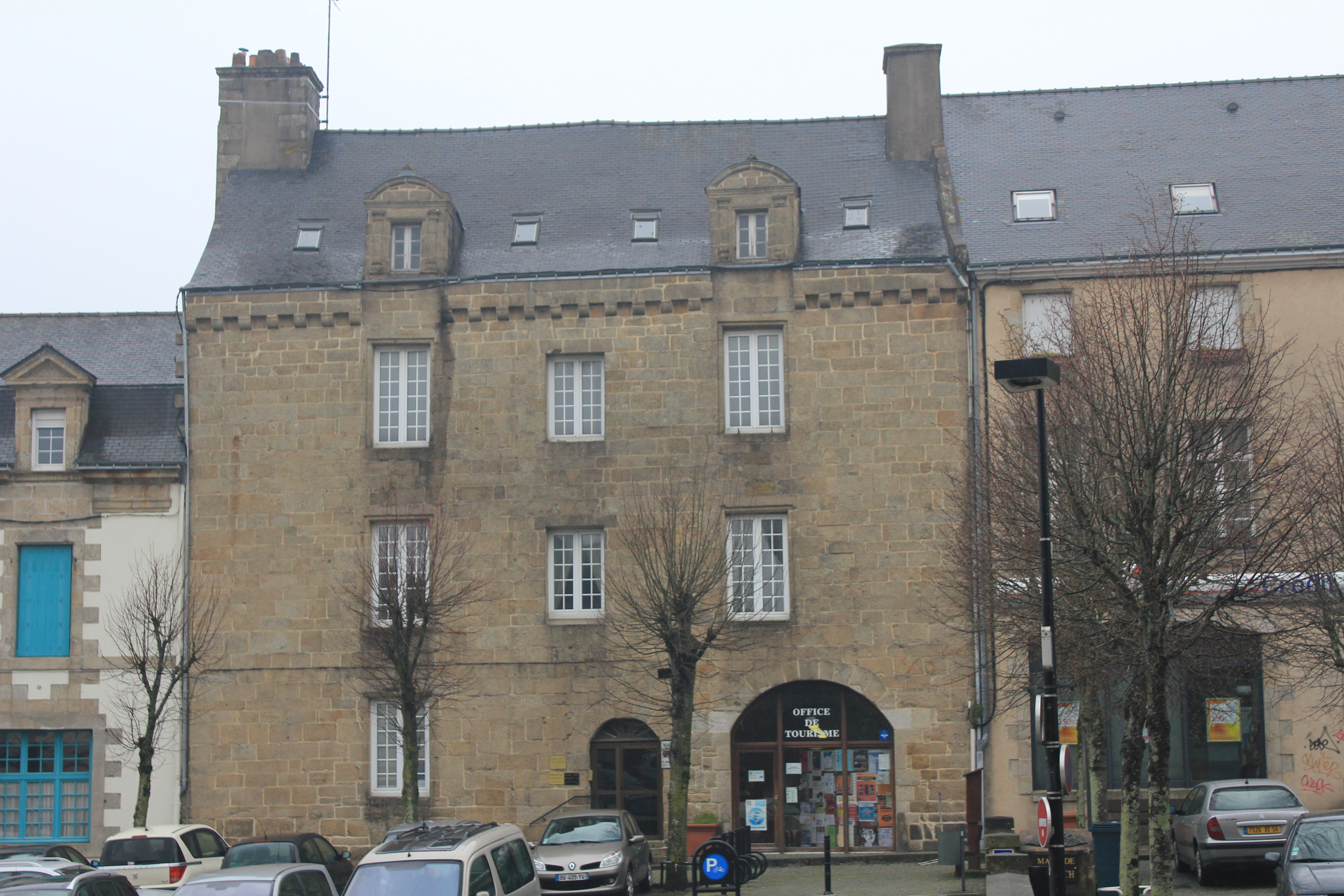
旅游接待中心

### 旅游
埃讷邦的旅游事务由其所属的洛里昂城市圈公共社区负责。2021年，埃讷邦境内共有1家酒店共计60间房间；另有1个露营地，可容纳共67辆露营车。

### 媒体
法国主要的媒体均可在埃讷邦接收，法国电视三台下属的布列塔尼大区频道在部分时段播出埃讷邦所属区域的地方新闻。南部布列塔尼电视台、蓝色法兰西阿摩里卡广播、南莫尔比昂广播等是当地主要的地方性媒体。

## 相关人物
布列塔尼贵族让·德·蒙福尔、摩纳哥王子皮埃尔·德·波利尼亚克、法国足球运动员安东尼·勒塔莱和法比安·罗贝尔出生于埃讷邦。

## 友好城市
截至2022年1月，埃讷邦共与四座城市互为友好城市关系：
- 德国 Kronach
- Mourdia
- 巴勒斯坦 Halhul
- Mumbles